# Virginia Kravarioti
Virginia Kravarioti (n. 27 aprilie 1984, Atena, Grecia) este o sportivă ce a reprezentat Grecia, medaliată olimpică. A participat la o ediție a Jocurilor Olimpice (2008) în care a câștigat o medalie de bronz.

## Participări
Lista de mai jos prezintă principalele competiții la care a participat Virginia Kravarioti de-a lungul carierei.
- Jocurile Olimpice de vară din 2008